# C'est le son de la gratte
Singles de Jul
Tchikita
(2016) On m'appelle l'ovni
(2016)
Pistes de L'Ovni
On m'appelle l'ovni
(1) C'est ça
(3)
C'est le son de la gratte est un single du rappeur français Jul, sorti le 8 novembre 2016. Le titre est certifié single de platine. Il s'agit du premier extrait de son sixième album L'Ovni.

## Certification
| Pays          | Certification |
| ------------- | ------------- |
| France (SNEP) | Platine       |